# Antoniówka (powiat tomaszowski)
Antoniówka – wieś w Polsce, położona w województwie lubelskim, w powiecie tomaszowskim, w gminie Krynice.
W latach 1975–1998 wieś należała administracyjnie do województwa zamojskiego.
Wieś jest sołectwem w gminie Krynice. Według Narodowego Spisu Powszechnego z roku 2011 wieś liczyła 299 mieszkańców.
W Antoniówce znajduje się cmentarz poległych żołnierzy Wojska Polskiego w czasie II wojny światowej w kampanii wrześniowej w bitwie pod Tomaszowem Lubelskim, w tzw. „drugiej bitwie” od 23 września 1939. Pochowanych jest tutaj 487 żołnierzy polskich, ale tylko 146 jest znanych z nazwiska. Są to żołnierze z Frontu Północnego utworzonego z Armii „Modlin”. W skład ugrupowania wchodziły jednostki Warszawskiej Brygady Pancerno-Motorowej. Znane nazwiska poległych wymieniono na dwóch tablicach pomnikowych. Na terenie cmentarza ustawiono również pomnik – kamienny trapez. Wąska droga wiodąca do pomnika znajduje się przed ostatnim gospodarstwem, po lewej stronie szosy.
10 lutego 1944 roku w Antoniówce urodził się muzyk jazzowy Mieczysław Kosz (zm. śm. trag. 31 maja 1973 roku w Warszawie.
Wierni Kościoła rzymskokatolickiego należą do parafii Świętych Apostołów Piotra i Pawła w Tarnawatce.